# Keiju Karashima
Keiju Karashima (Kyoto, 24 juni 1971) is een voormalig Japans voetballer.

## Carrière
Keiju Karashima speelde tussen 1994 en 2001 voor Gamba Osaka, Avispa Fukuoka, Kyoto Purple Sanga en Mito HollyHock.